# Igreja de Nossa Senhora de Guadalupe (Guadalupe)

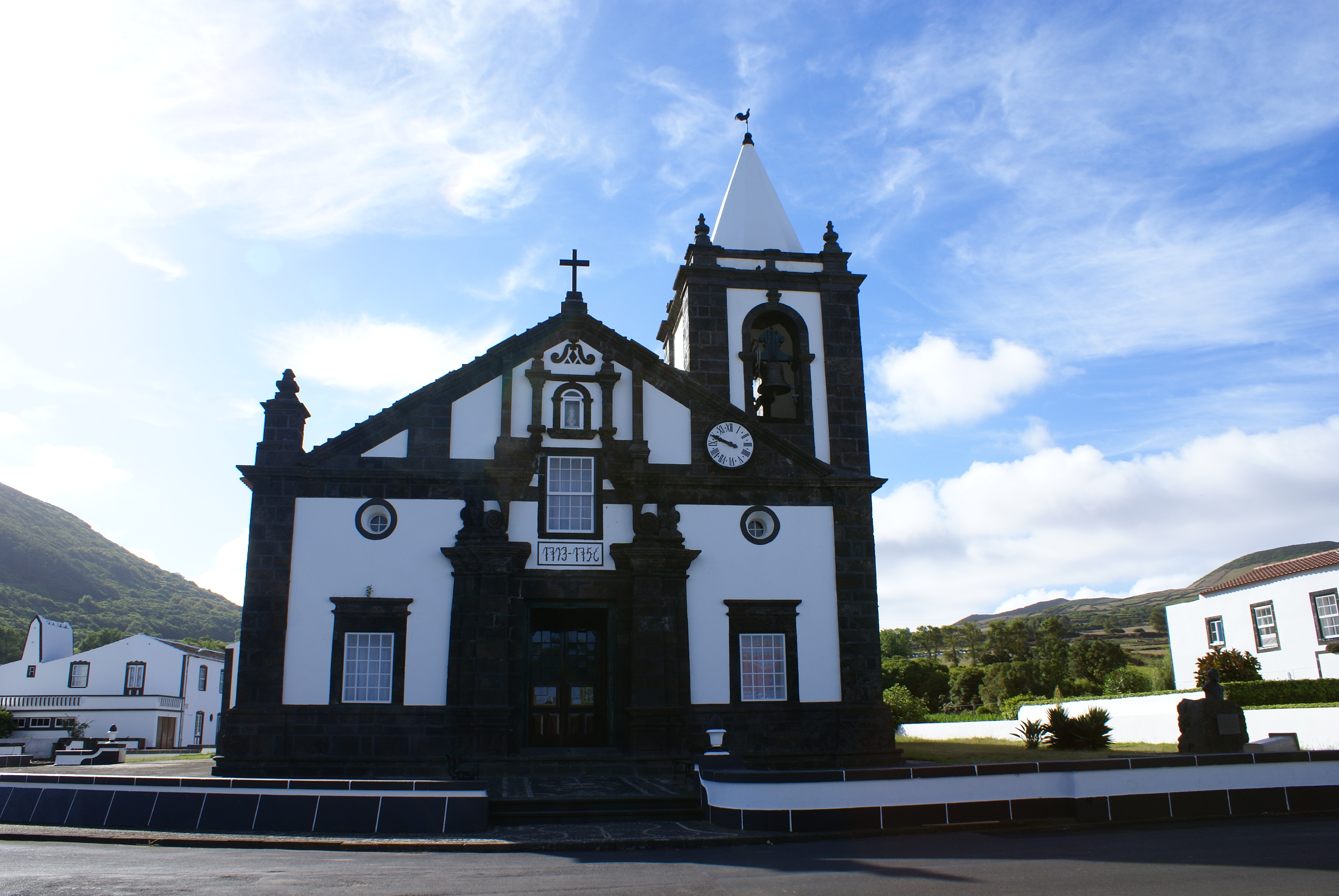
Igreja de Nossa Senhora do Guadalupe, Santa Cruz da Graciosa

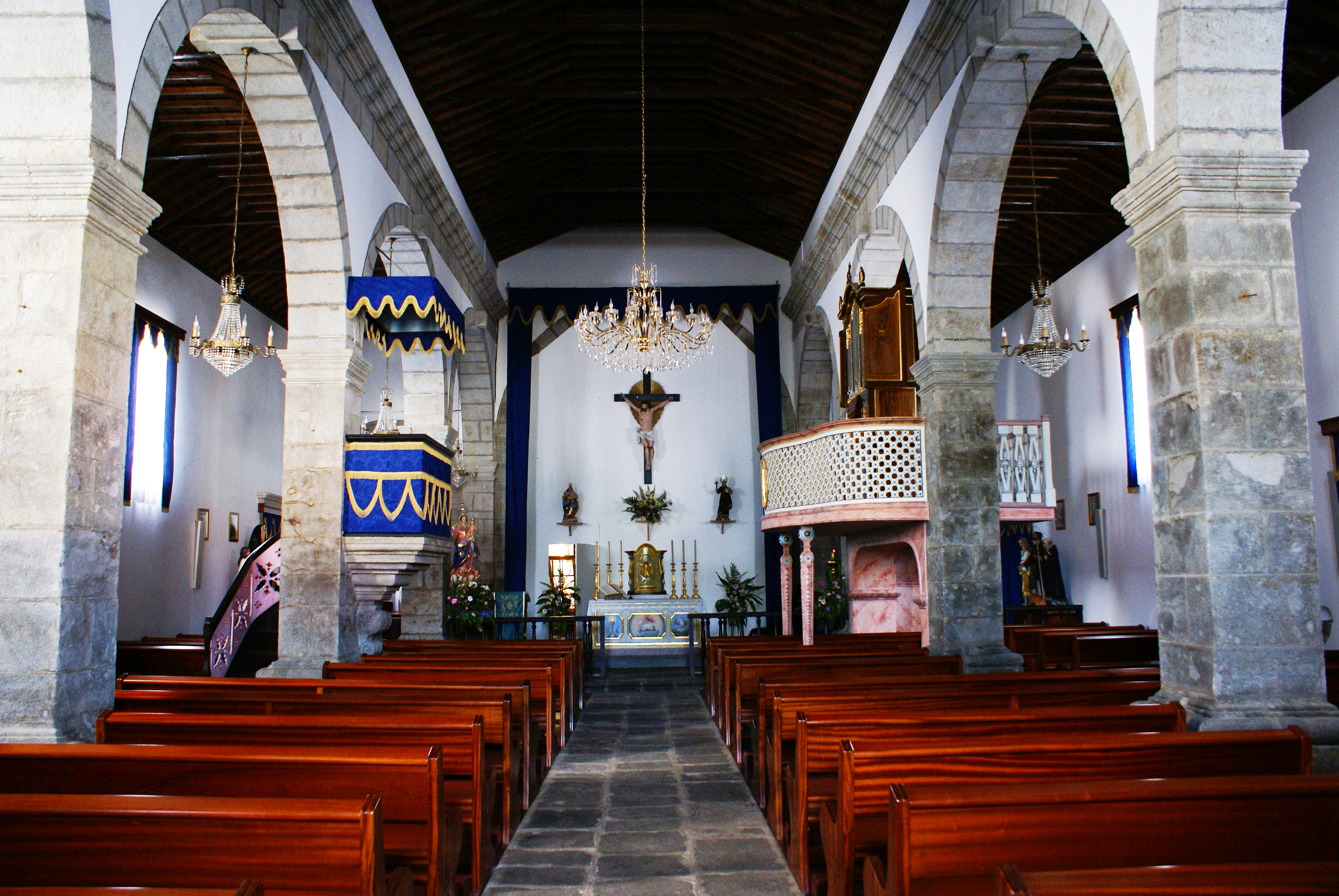
Igreja de Nossa Senhora do Guadalupe: nave central

A Igreja de Nossa Senhora de Guadalupe localiza-se na freguesia do Guadalupe, concelho de Santa Cruz da Graciosa, na ilha Graciosa, nos Açores.

## História
A primitiva igreja desta freguesia foi fundada no século XVII pelo capitão Domingos Pires da Covilhã. De pequenas dimensões, foi decidida a construção de um novo templo, mais amplo, e em local acessível.
Autorizada a obra em 1713, os caboucos começaram a abrir-se no dia 15 de maio, tendo a primeira pedra sido colocada e benzida no dia 22. No dia 1 de setembro de 1754 começaram as obras do corpo da igreja. No dia 1 de agosto de 1756 foi benzida solenemente e, no dia 5, transladaram-se o Santíssimo Sacramento e as demais imagens do antigo templo. As obras foram custeadas pela população da freguesia, sendo grandemente animadas pelo padre João Ávila. A grande demora na sua edificação justifica-se pelas crises sismicas ocorridas no período, com destaque para o grande terramoto de 1717.
Foi restaurado em nossos dias por ação do Governo Regional dos Açores ao custo de 42.408 euros, dado o seu valor cultural e uma vez que a paróquia não possuía os meios necessários para o fazer.
A primeira tentativa foi promovida no ano de 1989, em pouco tempo interrompida devido à extensão dos danos anteriormente causados pelo terramoto 1 de janeiro de 1980 e uma vez que o a verba destinada ao restauro do órgão ter sido consumida nas obras de restauro do templo. A restauração só seria concuida duas décadas depois, em 2010.
A festa do orago realiza-se anualmente no primeiro domingo de agosto.

## Características
A fachada possui um relógio na torre, enquadrado na própria fachada.
No altar-mor venera-se a Senhora do Guadalupe. No altar da direita encontra-se a imagem de Nossa Senhora de Fátima e no da esquerda, Nossa Senhora do Carmo.
Este templo possui um órgão de tubos construído pelo organeiro português José Leandros da Cunha, e datado de 1775, o que faz o segundo mais antigo do arquipélago. Possui 360 tubos e 47 notas, e foi restaurado nas oficinas de Manuel Dinarte Machado, em Mafra.